# Риччи, Марио (танкист)
Ма́рио Ри́ччи (итал. Mario Ricci; ?? — январь 1939) — итальянский офицер, танкист, участник гражданской войны в Испании. Кавалер высшей награды Италии за подвиг на поле боя — золотой медали «За воинскую доблесть» (1939, посмертно).

## Биография
Родился в городе Кортона региона Тоскана, Королевство Италия.
Командир танкового взвода 1-го танкового батальона итальянского добровольческого корпуса младший лейтенант Марио Риччи отличился в Каталонской операции во время гражданской войны в Испании. 23 декабря 1938 года войска националистов при поддержке танков итальянской дивизии «Литторио» перешли реку Сергу. Республиканские войска под командованием Энрике Листера сдерживали наступление 12 дней, и 3 января 1939 под натиском бронированной техники республиканской армии пришлось отступить. 5 января франкисты заняли Боржас-Бланкас. В тяжёлых боях итальянцы понесли значительные потери. В одном из эпизодов младший лейтенант Марио Риччи и ещё трое итальянских танкистов имели несчастье попасть в плен и были расстреляны.
Посмертно награждён золотой медалью «За воинскую доблесть».
Из представления к награде:

Командир танкового взвода всегда готов к выполнению любой рискованной задачи, с чётким и сознательным бесстрашием. Во время битвы за Каталонию, несмотря на ранение, он настоял и принял участие в новой операции. Когда он уже собирался вернуться из рейда, предпринятого на вражеские позиции, узнал, что танк его капитана был подбит, и несмотря на убийственный огонь противника и труднопроходимую местность, попытался спасти его. После нескольких попаданий в танк, упал в глубокий овраг, где раненым и без сознания был захвачен красными. В ответ на вопрос их командира с гордостью подтвердил свою веру в фашизм, чем вызвал даже среди врагов уважение и восхищение. Представ перед расстрельной командой, стоически встретил свою смерть, ещё раз подтвердив сильный темперамент итальянского солдата.
Испания, апрель 1939 — январь 1939.
Оригинальный текст (итал.)Comandante di un plotone carri d’assalto, si offriva sempre con generosa dedizione per l’assolvimento di ogni rischiosa impresa, con cosciente e sereno sprezzo del pericolo. Durante la battaglia di Catalogna benché ferito, insisteva ed otteneva di partecipare ad una nuova azione. Mentre stava per rientrare da una irruzione compiuta su posizioni nemiche, saputo che il proprio capitano era rimasto immobilizzato, col proprio carro affrontava decisamente il rischio di tentarne il salvataggio, malgrado il micidiale fuoco avversario ed il terreno difficile. Nel generoso tentativo, ripetutamente colpito, precipitava col carro in un profondo burrone dove, ferito e privo di sensi, veniva poi catturato, dalle truppe rosse. Interrogato dal capo di queste riaffermava fieramente la propria fede fascista, destando anche fra i nemici, rispetto ed ammirazione. Condotto dinanzi ad un plotone di esecuzione, affrontava stoicamente la morte, riconfermando ancora una volta la forte tempra del soldato italiano.

Spagna, aprile 1938 - gennaio 1939.

## Награды
- Золотая медаль «За воинскую доблесть» (1939, посмертно)